# خزف آسفي

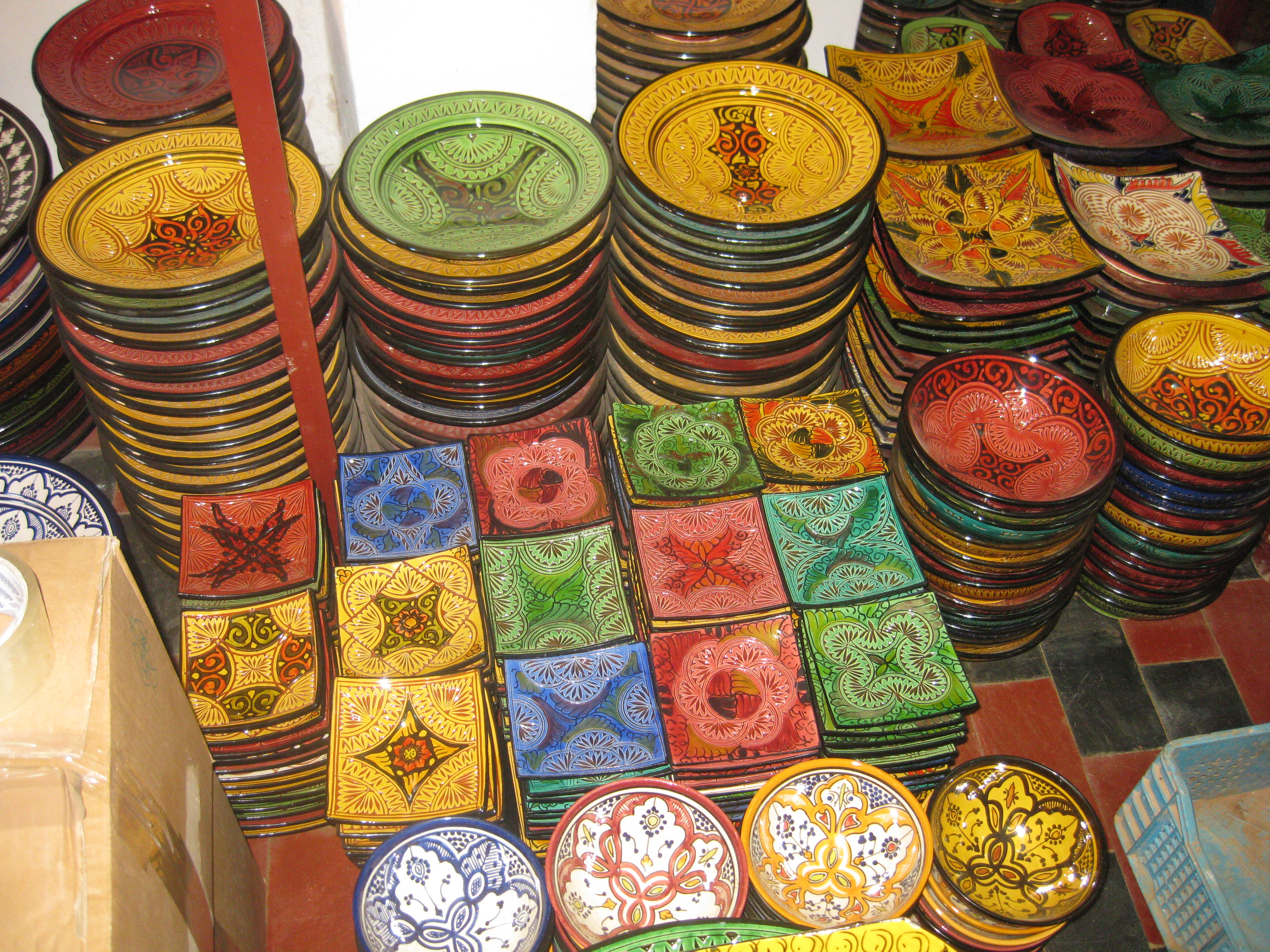
عينات من خزف آسفي

خزف آسفي هو نمط من الفخار والخزف نشأ في مدينة آسفي الساحلية، المشهورة في المغرب وحول العالم بنوعية خزفها وجودته، وهو غني بالألوان وذو تصميم جذاب. يُستعمل هذا الخزف بشكل خاص في أثاث التزيين، بالإضافة إلى بعض الاستعمالات المنزلية اليومية. وصناعة الخزف في مدينة آسفي تعود إلى عصور قديمة، وتتميز بالجودة العالية والحفاظ على التراث العريق، وهو ما يجعل من مدينة آسفي وجهة سياحية كبيرة جدا.

## تاريخ
تعتبر آسفي مدينة غنيّة بالمواد الخام، وتحظى بتقدير كبير لجودة ووفرة طينها.
في عام 1926، حل بآسفي عامل من أصل فاسي دوّن اسمه وحفظته الأخبار (الحاج عبد السلام اللانكاسي) من أجل قضية تتعلق بالإرث، فشاءت الظروف أن يستقر بالمدينة قبل أن يفد عليه عدد من صناع الخزف من فاس، حيث أقاموا على ضفة وادي الشعبة. ويرجع لهم الفضل في إدخال ونشر تقنيات التزيين والأشكال المتفرعة عن الفن الفاسي. ويعتبر بوجمعة العملي من المعلمين البارزين في صناعة الخزف بآسفي، حيث فاقت شهرة أعماله كل أنحاء العالم، وأصبحت قطعه تشكل ثروة حقيقية نادرة لمن يمتلكها، ووصل الأمر إلى حد أن الآسفيين أصبحوا يطلقون على قطع الخزف عموما اسم «العملي»، في إشارة لسانية رمزية إلى مكانة الرجل في تاريخ هذا الفن.